# Anosia limbata
Anosia limbata är en fjärilsart som beskrevs av Matsumura 1929. Anosia limbata ingår i släktet Anosia och familjen praktfjärilar. Inga underarter finns listade i Catalogue of Life.